# واکنش ون دن برگ
واکنش ون دن برگ(به انگلیسی: Van den Bergh reaction) یک واکنش شیمیایی است که برای اندازه‌گیری میزان بیلی روبین در خون استفاده می‌شود. این آزمون به‌طور ویژه، میزان بیلی روبین مزدوج در خون را تعیین می‌کند و برای تشخیص زردی و یرقان بسیار مفید است. واکنش ون دن برگ نخستین بار توسط پزشک هلندی، آبراهام آلبرت هایمانس ون دن برگ (۱۸۶۹–۱۹۴۳) از اوترخت، معرفی شد.